# Saint-François (Laval)
Saint-François (in passato Saint-François-de-Sales) è il secondo quartiere più esteso di Laval, Canada, dopo Duvernay. Fino al 6 agosto 1965 costuitiva un comune autonomo. Prende il nome da Francesco di Sales. L'estensione del quartiere è in gran parte occupata da campi coltivati e boschi, ma è presente anche una zona residenziale nella parte più meridionale.

## Geografia

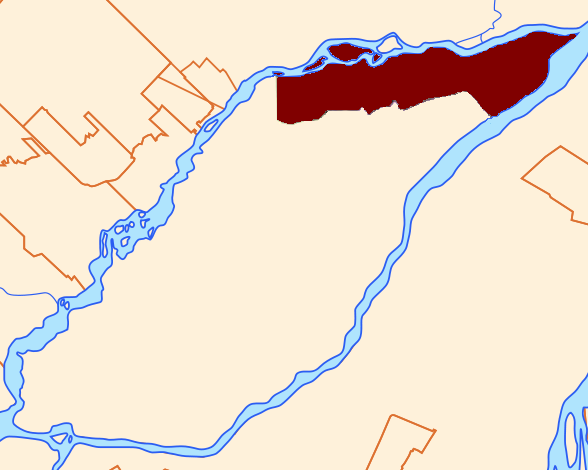
Localizzazione di St-Francois all'interno di Laval

Collocato nell'estremità orientale dell'Île Jésus, Saint-François è delimitato a nord dal Rivière des Mille Iles, a sud dal Rivière des Prairies, a ovest dal Fiume San Lorenzo e a est dal quartiere di Duvernay.

## Demografia
Nel 2016 la popolazione di St-François era di 18 563 abitanti, quasi stazionaria dagli anni '90. La popolazione del quartiere rimane relativamente giovane, il 14% ha più di 65 anni e il 32% ne ha meno di 24. L'età media è di circa 40 anni.
St-François è uno dei quartieri più omogenei dal punto di vista linguistico, circa l'84% della popolazione è francofona, mentre il 5% è anglofona.

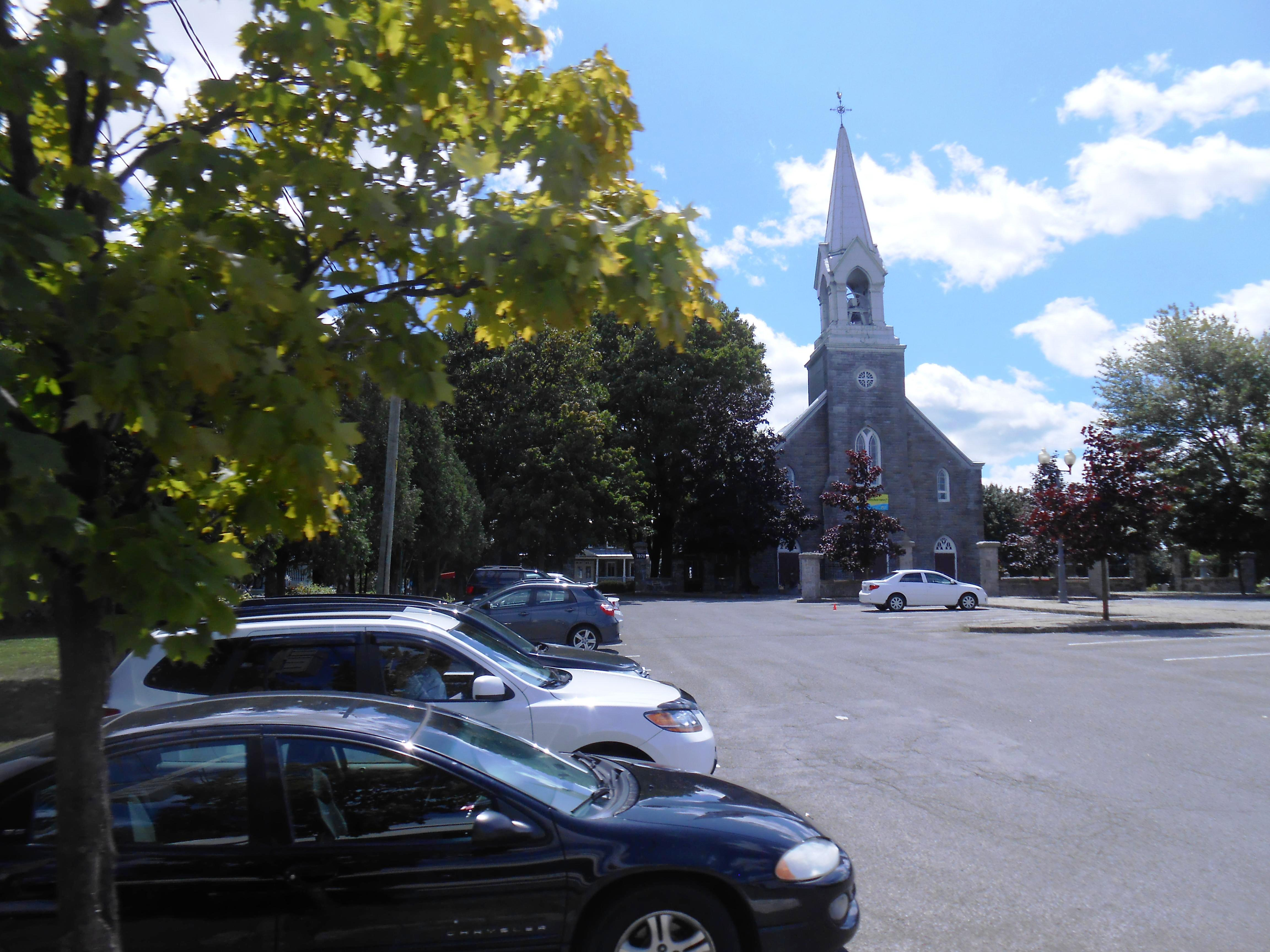
Chiesa Cattolica di Saint-Francois de Sales, situata nella parte nord del quartiere

## Politica
Saint-Francois fa parte del distretto elettorale provinciale di Mille-Îles (rappresentato all'Assemblea nazionale del Quebec) e del distretto elettorale federale di Alfred-Pellan (rappresentato alla Camera dei comuni canadese).

## Istruzione
Le scuole pubbliche francofone del quartiere sono le seguenti:
- Scuola primaria Fleur-Soleil[2]
- Scuola primaria Hébert[3]
- Scuola primaria L'Escale[4]